# Hypochniciellum iaganicum
Hypochniciellum iaganicum är en svampart som först beskrevs av Speg., och fick sitt nu gällande namn av Rajchenb. & J.E. Wright 1987. Hypochniciellum iaganicum ingår i släktet Hypochniciellum och familjen Atheliaceae.   Inga underarter finns listade i Catalogue of Life.